# 十碧れいや
十碧 れいや（とあ れいや、1987年4月14日 - ）は、日本の女優。元宝塚歌劇団星組の男役スター。
愛知県名古屋市、熱田高等学校出身。身長175cm。血液型B型。愛称は「れな」、「ポコちゃん」。

## 来歴
2005年、宝塚音楽学校入学。
2007年、宝塚歌劇団に93期生として入団。入団時の成績は15番。星組公演「さくら／シークレット・ハンター」で初舞台。その後、星組に配属。
下級生時代から長身で二枚目の男役として注目を浴び、2012年の「めぐり会いは再び 2nd」で新人公演初主演。
2014年の「アルカサル」で、麻央侑希とバウホール公演ダブル主演。
2018年7月22日、「ANOTHER WORLD／キラー ルージュ」東京公演千秋楽をもって、宝塚歌劇団を退団。

## 人物
幼稚園の頃からバレエを習っており、幼い頃の夢はバレリーナだった。
高校1年の時、叔母に連れられて初めて観た宙組公演「ファントム」がきっかけで、宝塚受験を決意。バレエの素養はあっため、歌を基礎から1年学び、1度目の受験で音楽学校に合格を果たした。
芸名は、好きな「碧」の漢字を使い、赤ちゃんの名付け辞典から自分で選んで決めた。
愛称の「れな」は本名から、「ポコちゃん」は不二家のキャラクター・ポコちゃんに似ていることに由来する。
2025年7月22日にInstagram、xにて結婚を報告。

## 宝塚歌劇団時代の主な舞台

### 初舞台
- 2007年3 - 4月、星組『さくら』『シークレット・ハンター』（宝塚大劇場）

### 星組時代
- 2007年5 - 7月、『さくら』『シークレット・ハンター』（東京宝塚劇場）
- 2007年9月、『KEAN』（日生劇場） - パトリック[5]
- 2007年11 - 2008年2月、『エル・アルコン-鷹-』 - 新人公演：ビッグジョン（本役：夢乃聖夏）『レビュー・オルキス-蘭の星-』
- 2008年4 - 5月、『ANNA KARENINA（アンナ カレーニナ）』（バウホール） - セルプホフスコイ
- 2008年6 - 10月、『THE SCARLET PIMPERNEL（スカーレット ピンパーネル）』 - 新人公演：ベン（本役：紅ゆずる）
- 2009年2 - 4月、『My dear New Orleans（マイ ディア ニュー オリンズ）』 - 新人公演：ジュール・アンダーソン（本役：立樹遥）『ア ビヤント』
- 2009年6 - 9月、『太王四神記 Ver.II』 - 新人公演：チョロ（本役：真風涼帆）
- 2009年10 - 11月、『再会』『ソウル・オブ・シバ!!』（全国ツアー）
- 2010年1 - 3月、『ハプスブルクの宝剣』 - ゲオルク・カイト、新人公演：アンドラーシュ・オルツィ（本役：紅ゆずる）『BOLERO』
- 2010年4 - 5月、『激情』 - ピカドール『BOLERO』（全国ツアー）
- 2010年8月、『摩天楼狂詩曲（ニューヨークラプソディー）〜君に歌う愛〜』（バウホール） - エドガー・リチャーズ
- 2010年10 - 12月、『宝塚花の踊り絵巻』『愛と青春の旅だち』 - 新人公演：エディー（本役：真風涼帆）
- 2011年2月、『愛するには短すぎる』 - マーシャル・ウェンズワース『ル・ポァゾン 愛の媚薬II』（中日劇場）
- 2011年4 - 7月、『ノバ・ボサ・ノバ』 - 新人公演：オーロ（本役：夢乃聖夏／紅ゆずる／真風涼帆）『めぐり会いは再び』 - コクマ
- 2011年8 - 9月、『ノバ・ボサ・ノバ』 - ドアボーイ『めぐり会いは再び』 - コクマ（博多座・中日劇場）
- 2011年11 - 2012年2月、『オーシャンズ11』 - ソムリエ、新人公演：フランク・カットン（本役：夢乃聖夏）
- 2012年3月、『天使のはしご』（日本青年館・バウホール） - 士官
- 2012年5 - 8月、『ダンサ セレナータ』 - ジョアン、新人公演：ホアキン・アドリアーノ（本役：紅ゆずる）『Celebrity』[5]
- 2012年9月、『琥珀色の雨にぬれて』 - ジョルジュ・ドゥ・ボーモン伯爵『Celebrity』（全国ツアー）
- 2012年11 - 2013年2月、『宝塚ジャポニズム〜序破急〜』『めぐり会いは再び 2nd〜Star Bride〜』 - コクマ、新人公演：ドラント・ヴェスペール（本役：柚希礼音）『Étoile de TAKARAZUKA（エトワール ド タカラヅカ）』 - ヴァルゴオムA／プティタミ、新人公演：エトワールオムA・ヴァルゴオムS・ヴァルゴオムS2・エトワールギャルソンA（本役：紅ゆずる）／アクエリアスオムS（本役：柚希礼音） 新人公演初主演[7][3][1][5]
- 2013年3 - 4月、『宝塚ジャポニズム〜序破急〜』『怪盗楚留香（そりゅうこう）外伝-花盗人（はなぬすびと）-』 - 倚剣『Étoile de TAKARAZUKA（エトワール ド タカラヅカ）』（中日劇場・台北国家戯劇院）
- 2013年5 - 8月、『ロミオとジュリエット』 - 新人公演：死（本役：真風涼帆／麻央侑希）
- 2013年10月、『日のあたる方（ほう）へ』（ドラマシティ・日本青年館） - ジョアン
- 2014年1 - 3月、『眠らない男・ナポレオン-愛と栄光の涯（はて）に-』 - イポリット、新人公演：タレーラン（本役：北翔海莉）[3]
- 2014年5 - 6月、『太陽王〜ル・ロワ・ソレイユ〜』（東急シアターオーブ） - コルベール
- 2014年7 - 10月、『The Lost Glory -美しき幻影-』 - ヘンリー『パッショネイト宝塚!』
- 2014年12月、『アルカサル〜王城〜』（バウホール） - エンリケ・デ・トラスタマラ バウW主演[8][3][1]
- 2015年2 - 5月、『黒豹（くろひょう）の如（ごと）く』 - ゴンザーロ『Dear DIAMOND!!』[3]
- 2015年6 - 7月、『大海賊』 - フレデリック『Amour それは…』（全国ツアー）
- 2015年8 - 11月、『ガイズ&ドールズ』 - ジョーイ・ビルトモア／クバーナの男
- 2016年1月、『LOVE & DREAM』（東京国際フォーラム・梅田芸術劇場）
- 2016年3 - 6月、『こうもり』 - クリプトン『THE ENTERTAINER!』
- 2016年8 - 11月、『桜華に舞え』 - 大山巌『ロマンス!! (Romance)』
- 2017年1月、『オーム・シャンティ・オーム-恋する輪廻-』（東京国際フォーラム） - リシ・ガイ
- 2017年3 - 6月、『THE SCARLET PIMPERNEL（スカーレット ピンパーネル）』 - オジー
- 2017年7 - 8月、『オーム・シャンティ・オーム-恋する輪廻-』（梅田芸術劇場） - リシ・ガイ
- 2017年9 - 12月、『ベルリン、わが愛』 - フリッツ・ラング／ギルベルト・シュヴァルツ『Bouquet de TAKARAZUKA（ブーケ ド タカラヅカ）』
- 2018年2月、『うたかたの恋』 - ヨゼフ皇帝『Bouquet de TAKARAZUKA（ブーケ ド タカラヅカ）』（中日劇場）[3]
- 2018年4 - 7月、『ANOTHER WORLD』 - 小五郎『Killer Rouge（キラー ルージュ）』 退団公演[3][1]

### 出演イベント
- 2011年9月、涼紫央ディナーショー『0〜Love〜』[10]
- 2014年12月、タカラヅカスペシャル2014『Thank you for 100 years』
- 2015年3月、夢咲ねねミュージック・サロン『N-style』[11]
- 2015年12月、タカラヅカスペシャル2015『New Century，Next Dream』
- 2016年7月、『宝塚巴里祭2016』[12]
- 2016年12月、タカラヅカスペシャル2016『Music Succession to Next』

## 宝塚歌劇団退団後の主な活動

### 舞台
- 2019年6月、『暁の帝〜朱鳥の乱編〜』（シアターグリーン）[13]
- 2019年12月、『終わらない世界』（博品館劇場）[14]
- 2020年8月、『モンテ・クリスト伯〜黒き将軍とカトリーヌ〜』（明治座）[15]
- 2020年12月、『通りすがりのYouTuber』（CBGKシブゲキ!!）[16]
- 2021年2月、『知恵と希望と極悪キノコ』（紀伊國屋サザンシアター TAKASHIMAYA）[17]
- 2021年7月、『ル・シッド』（あうるすぽっと） - ドン・ロドリグ[18]
- 2023年7月、『Run For Your Wife』（あうるすぽっと） - バーバラ・スミス[19]
- 2025年7月、『Flores de Colores』（有楽町朝日ホール）[20]

## CM出演
- 2011年、アシックス『BC WALKER』[21]